# Kupferhälde
Das Gebiet Kupferhälde ist ein vom Landratsamt Karlsruhe durch Verordnung vom 17. Mai 1985 ausgewiesenes flächenhaftes Naturdenkmal und ein ergänzendes Landschaftsschutzgebiet auf dem Gebiet der Gemeinde Bretten im Landkreis Karlsruhe. 

## Lage und Beschreibung
Das 4,7 Hektar große Naturdenkmal und das südlich anschließende 1,4 Hektar große Landschaftsschutzgebiet liegen am östlichen Ortsrand von Bretten in der Aue des Gölshäuser Dorfbachs. Das Landschaftsschutzgebiet wird vom Derdinger Brünnle durchflossen, welches hier in den Gölshäuser Dorfbach mündet. Naturräumlich gehört es zum Kraichgau.
Das Naturdenkmal umfasst Teile der Bachaue sowie einen Sukzessionswald in einem ehemaligen Steinbruch. Durch das Gebiet führt die Trasse der Kraichgaubahn. Das Landschaftsschutzgebiet umfasst überwiegend Gehölzbestände und Grünlandflächen am Zusammenfluss der beiden Bäche.

## Schutzzweck
Schutzzweck für das flächenhafte Naturdenkmal ist „die Erhaltung der Talaue des Gölshausener Bächle mit angrenzenden Wiesenflächen, der Sukzessionsfläche des aufgelassenen Steinbruchs, dessen besonnten Bruchwänden, eines landschaftsprägenden Waldbestandes am Rande der Siedlungsentwicklung von Gölshausen sowie eines für den Naturhaushalt und das Landschaftsbild bedeutsamen Streuobstbestandes östlich der Bahnlinie unter Einschluß von Böschungsbereichen der Bahnstrecke Bretten-Eppingen als wertvoller Nahrungs- und Brutbiotop vom Aussterben bedrohter Tier- und Pflanzenarten.“
Wesentlicher Schutzzweck des Landschaftsschutzgebietes ist laut Schutzgebietsverordnung „die Erhaltung eines für das Landschaftsbild bedeutsamen Wald- und Gehölzbestandes als bestimmendes Gliederungselement am Rande der Siedlungsentwicklung von Bretten.“